# Iizuka Shōkansai
Iizuka Shōkansai (jap. 飯塚 小玕斎, wirklicher Name: Iizuka Shigetoshi (飯塚 成年); * 6. Mai 1919 im Stadtbezirk Hongō (heute: Bunkyō) in der Präfektur Tokio; † 4. September 2004) war ein japanischer Kunsthandwerker, der Arbeiten aus Bambus fertigte. Er wurde am 6. Juni 1982 als Lebender Nationalschatz für das Wichtige immaterielle Kulturgut „kunsthandwerkliche Arbeiten aus Bambus“ deklariert.
Shōkansai wurde als zweitältester Sohn von Iizuka Rōkansai in einem Stadtbezirk von Tokio geboren. Er studierte Malerei an der Tōkyō Bijutsu Gakkō (heute: Universität der Künste Tokio) bei Fujishima Takeji. Nach dem Tod seines älteren Bruders erlernte er von seinem Vater Iizuka Rōkansai die Bambuskorbflechterei, um die Familientradition fortzuführen. 1947 nahm er erstmals an der bedeutenden Ausstellung der japanischen Akademie der Künste, der „Nitten“, teil, ebenso in den folgenden zwanzig Jahren. 1953 wurde er mit dem Hokutō-Preis (日展北斗賞) der Nitten ausgezeichnet. 1974 erhielt er den Preis des Kultusministers für Erziehung und Unterricht. Shōkansai reiste unter anderem nach Amerika und Taiwan, um die Kunst des Korbflechtens aus Bambusmaterial vorzustellen und bekannt zu machen. Von 1979 bis 1981 sichtete und untersuchte er für das Kaiserliches Hofamt die aus Bambus gefertigten Kulturgüter des Shōsōin, des Schatzhauses des Tōdai-ji.
1982 wurde Shōkansai nach Shōno Shōunsai als zweiter Kunsthandwerker in der Kategorie Bambus zum Lebenden Nationalschatz ernannt. Shōkansai starb im September 2004 im Alter von 85 Jahren an einer Lungenentzündung.